# 東和館劇場
東和館劇場，是上海市的電影院，位於虹口區乍浦路341號。 東和館劇場是一家日本資本創建的電影院，在1932年正式開始營業。抗日戰爭之後，東和館劇場更名為勝利劇場。 1949年後，再更名為解放劇場。1950年7月24日，上海市第一次文學藝術工作者大會（文代會）在此舉行。現在這棟建築作為葡兒飛美食廣場使用。